# Horb (Wüstung)
Horb (auch Horbei) ist eine Wüstung im gemeindefreien Gebiet Steinachsrangen im oberfränkischen Landkreis Bamberg. Die Gemarkung der historischen Siedlung erstreckte sich bis in die im gleichen Landkreis gelegene Gemarkung Burgwindheim–Obersteinach und die Flächeneinheit von Ilmenau, das heute Teil der Gemeinde Geiselwind im unterfränkischen Landkreis Kitzingen ist.

## Geografische Lage
Die historische Gemarkung von Horb erstreckte sich auf beiden Seiten der heutigen Kreisstraße BA 44/KT 47 zwischen den Orten Ilmenau und Obersteinach im mittleren Steigerwald. Dabei umfasste sie mehrere heute noch existierende Flurlagen und Waldabteilungen. Darunter sind Gebiete des sogenannten Nonnengrundes und des Nonnenwaldes, die bis heute mit Bäumen bestanden sind. Daneben ragte die Gemarkung über die Flurlagen Kalte Klinge und Mühlrangen bis zum sogenannten Kirchenwald, der heute nahe dem zu Geiselwind gehörenden Füttersee zu finden ist. Das Dorf war auf einer Höhe von 340–440 m über NHN gelegen. Neben mehreren Gelängekomplexen, die sich entlang eines kleinen Seitentals des Steinachbachs hinziehen, konnten ein wüster Mühlteich und der Platz einer Waldschmiede identifiziert werden. Außerdem bestanden in Horb wohl mehrere Meiler und ein Hohlweg. Der Wohnplatz selbst konnte noch nicht identifiziert werden.

## Geschichte
Die Geländemerkmale der Fluren um den Ort verweisen auf eine Rodungssiedlung des Hochmittelalters. Horb wurde wohl in der zweiten Hälfte des 11. bzw. in der ersten Hälfte des 12. Jahrhunderts besiedelt. Als Initiatoren hinter der Gründung kommen die Grafen zu Castell oder die Herren von Höchstadt infrage, deren Herrschaftsgebiete sich im Steigerwald konzentrierten. Erstmals urkundlich erwähnt wurde der Ort im Jahr 1174. Damals bestätigte der Bamberger Bischof Hermann II. Schenkungen von Gütern in Horb und Ilmenau, die der Adelige Konrad von Scheinfeld und seine Schwestern an das Bamberger Nonnenkloster St. Theodor gemacht hatten. Wahrscheinlich fiel diese urkundliche Erwähnung in die Zeit kurz nach der Gründung des Ortes.
Im Jahr 1298 schenkten Graf Heinrich II. zu Castell und seine Ehefrau Adelheid dem Kloster Ebrach Gefälle in Horb, Ilmenau und Grub. Die hier lebenden Hintersassen, namentlich genannt werden Konrad Horwer, Berthold Cristan und Konrad Steinbach, mussten eine kleine Menge an Natural- bzw. Geldabgaben leisten. Die Siedlung gehörte zum sogenannten reinen Lehentyp. Das Dorf bestand aus mehreren Lehengütern (lat. feoda), wobei in Horb überwiegend sehr kleine Güter anzutreffen waren. Im Jahr 1340 tauchten im Lehenbuch des Zisterzienserklosters Ebrach sieben Lehen auf, die in Horb zu finden waren. Die so beschriebenen Betriebe bewirtschafteten zwischen 1,4 und 2,4 Hektar Ackerland. Während St. Theodor wohl überwiegend im nördlichen Flurbereich begütert war, konzentrierten sich die Besitzungen der Zisterzienser auf den Süden der Gemarkung. 
Bereits im Jahr 1326 wurde Horb als Wüstung bezeichnet. In den Böden haben sich noch strukturelle Hinterlassenschaften des ehemals hier betriebenen Ackerbaus erhalten. So stieß man auf Wälle aus Block- und Erdmaterial, die wohl als Stufenraine anzusprechen sind. Daneben konnten Lesesteinhaufen und ein Wölbackerverband ausgemacht werden. Die Bodenprofile unterscheiden sich durch den vom Pflug immer wieder gewendeten Boden von den unbebauten Arealen. In den Jahrhunderten nach dem Wüstfallen wurde die Flur wieder mit Wald bestockt. Im Rechnungsbuch von St. Theodor aus den Jahren 1484 bis 1488 bezog man aus Horb und Ilmenau lediglich Geld, das aus dem Holzverkauf stammte. Wahrscheinlich entstand im 14. und 15. Jahrhundert ein Mittelwald, der von den Fluranrainern bewirtschaftet wurde. Das Kloster Ebrach besaß noch im 15. Jahrhundert mehrere Wiesen auf dem Gebiet der Siedlung.